# Timeless Miracle
Timeless Miracle — пауэр-метал-группа из города Мальмё,  Швеция, основанная в 2001 году.

## История
Корни группы уходят в далекий 1995, когда Микаэль Хольст и Фредрик Нильссон совместно с ударником Кимом Уидфорсом основали группу Trapped. Коллектив отыграл несколько концертов, но был распущен после ухода Кима.
Микаэль и Фредрик продолжили писать музыку, дав начало Timeless Miracle. Они позвали Стэна Моллера в качестве гитариста, а позже к группе присоединился ударник Хайме Салазар.

После выхода трёх демо, группа записала свой дебютный альбом «Into the Enchanted Chamber», изданный на Massacre Records в 2005.
11 января 2008 года Хайме Салазар решил покинуть группу, из-за нехватки времени. На его место вернулся Ким Уидфорс.
22 октября 2014 года, после девятилетнего затишья, группа объявила о своём воссоединении.

## Состав
- Микаэль Хольст — вокал/бас-гитара
- Фредрик Нильссон — клавишные/гитара
- Стэн Моллер — гитара
- Ким Уидфорс — ударные

Бывшие участники
- Хайме Салазар — ударные

## Дискография
Альбомы
- In the Year of Our Lord (Demo) (2002)
- The Enchanted Chamber (Demo) (2003)
- The Voyage (Demo) (2004)
- Into the Enchanted Chamber (2005)
- Under the Moonlight (2008)